# Чигмау (Хунедоара)
Чигмау (рум. Cigmău) насеље је у Румунији у округу Хунедоара у општини Ђеоађу. Oпштина се налази на надморској висини од 295 m.

## Становништво
Према подацима из 2002. године у насељу је живело 136 становника, од којих су сви румунске националности.